# 玫瑰千手螺
玫瑰千手螺（学名：Chicoreus palmarosae），是新腹足目骨螺科千手螺属的一种。主要分布于印度尼西亚、台湾，常栖息在浅海珊瑚礁、岩石底、浅海。